# Stantonsburg
Stantonsburg és una població dels Estats Units a l'estat de Carolina del Nord. Segons el cens del 2000 tenia 746 habitants.

## Demografia
Segons el cens del 2000, Stantonsburg tenia 726 habitants, 305 habitatges i 207 famílies. La densitat de població era de 528,9 habitants per km².
Dels 305 habitatges en un 25,6% hi vivien nens de menys de 18 anys, en un 47,5% hi vivien parelles casades, en un 14,4% dones solteres, i en un 32,1% no eren unitats familiars. En el 28,5% dels habitatges hi vivien persones soles el 15,1% de les quals corresponia a persones de 65 anys o més que vivien soles. El nombre mitjà de persones vivint en cada habitatge era de 2,38 i el nombre mitjà de persones que vivien en cada família era de 2,91.
Per edats la població es repartia de la següent manera: un 21,6% tenia menys de 18 anys, un 7,6% entre 18 i 24, un 27,1% entre 25 i 44, un 24,1% de 45 a 60 i un 19,6% 65 anys o més.
L'edat mediana era de 42 anys. Per cada 100 dones de 18 o més anys hi havia 85,9 homes.
La renda mediana per habitatge era de 31.167 $ i la renda mediana per família de 38.906 $. Els homes tenien una renda mediana de 28.203 $ mentre que les dones 21.806 $. La renda per capita de la població era de 13.585 $. Entorn del 6,3% de les famílies i l'11,6% de la població estaven per davall del llindar de pobresa.

## Poblacions més properes
El següent diagrama mostra les poblacions més properes.